# Zinnatunnessa Talukdar
Zinatun Nesa Talukdar (Daca, 1947 - 29 de octubre de 2023) fue una política, médica, profesora y funcionaria bangladesí.

## Biografía
Estudió en la Universidad de Daca.
Perteneció a la Liga Awami de Bangladés, fue ministra de Educación Primaria y Masiva desde 1 de enero de 1998 a 15 de julio de 2001. En el 2018, ella recibió el premio Begum Rokeya de parte de Sheikh Hasina la primera ministra de Bangladés.
Talukdar falleció el 29 de octubre de 2023 a los 76 años, tras sufrir una enfermedad cardíaca y pulmonar en Daca.